# Phrontis candidissima
Phrontis candidissima is een slakkensoort uit de familie van de Nassariidae. De wetenschappelijke naam van de soort werd in 1845 voor het eerst geldig gepubliceerd door C.B. Adams.